# Konfederacja Narodowa Polska
Konfederacja Narodowa Polska (lub Konfederacja Polska) powstała w listopadzie 1914 roku na terenach Królestwa Polskiego w wyniku rozpadnięcia się Zjednoczenia Organizacji Niepodległościowych, jako nielegalna reprezentacja polityczna nurtu narodowego lewicy niepodległościowej. W jej skład weszły: Narodowy Związek Robotniczy, Narodowy Związek Chłopski, Związek Niepodległości (Związek Inteligencji Niepodległościowej), Związek Nauczycielstwa Niepodległościowego oraz związane z nimi organizacje młodzieżowe. Skupiła też liczne grono bezpartyjnych. Do czerwca 1915 współpracowała z Unią Stronnictw Niepodległościowych. Za główny cel swojego działania konfederaci uważali: "utworzenie się porozumienia i zjednoczenia wszystkich stronnictw i grup politycznych niepodległościowych celem wyłonienia ogólnej politycznej reprezentacji Królestwa Polskiego." Za polityczną podstawę owego zjednoczenia uznano 3 zasady: "1) Dążenie do zjednoczenia wszystkich stronnictw niepodległościowych na terenie ziem polskich celem wywalczenia w obecnej chwili dziejowej warunków sprzyjających odbudowaniu Pańwa Polskiego. 2) Popieranie wszystkich prac NKN zmierzających do utorowania drogi programowi Niepodległości. 3) W dziedzinie wojskowej celem było zjednoczenie Wojska Polskiego walczącego na terenie Królestwa pod jednolitą komendą wywodzącą się z szeregów Legionów Polskich."
Na terenach Królestwa Polskiego okupowanych przez państwa centralne w l. 1914-1915 wraz z partiami Unii utworzyła Zjednoczenie Stronnictw Niepodległościowych. Po zajęciu Warszawy przez wojska państw centralnych od sierpnia 1915 współtworzyła Komitet Naczelny Zjednoczonych Stronnictw Niepodległościowych. W skład Komitetu Centralnego Konfederacji wchodzili czołowi działacze NZR (Władysław Malangiewicz, Adam Radlicki, Jan Stanisław Jankowski), NZCh (Aleksander Zawadzki, Wacław Dunin, Antoni Piątkowski) i ZN (Karol Popiel).